# Eloge Koffi Yao
Eloge Koffi Yao Guy (Akrroukro, 20 januari 1996) is een Ivoriaans voetballer die bij voorkeur als centrale verdediger speelt. Hij stroomde in 2015 door vanuit de jeugd van Internazionale.

## Clubcarrière
Yao verruilde in 2012 Parma voor Internazionale. Eén jaar later werd hij bij het tweede elftal gehaald. Tijdens het seizoen 15/16 werd hij verhuurd aan Crotone. Op 7 september 2015 debuteerde Yao in de Serie B tegen Cagliari. Drie weken later volgde zijn eerste competitietreffer tegen Pro Vercelli Calcio. In totaal speelde de centrumverdediger dertig competitieduels in de Serie B.